# آزمون معمای آبی موریس
معمای آبی موریس (به انگلیسی: Morris water navigation task) یا ماز آبی موریس یک آزمایش رفتاری است که عمدتاً در جوندگان مانند موش و موش صحرایی توسط پژوهشگران علوم اعصاب استفاده می‌شود. این آزمون رفتاری به طور گسترده‌ای برای بررسی یادگیری و حافظهٔ فضایی استفاده می‌شود. آزمون ماز آبی موریس اولین بار توسط ریچارد جی موریس در سال ۱۹۸۱ برای بررسی حافظه در موش صحرایی ابداع شد.

## پیش نیاز های انجام تست
برای انجام این تست به حداقل یک اتاق ۱۲ متری، یک حوض آبی، دو پلتفرم یا سکو، یک سیستم با گرافیک بالا، یک دوربین، یک نرم‌افزار ویدیو ترکینگ مانند Etho vision و علامت های نشان گر نیاز داریم.

## نحوه انجام آزمون
نحوه انجام آزمون ماز آبی موریس به این صورت است که ابتدا موش در یک حوض دایره‌ای و بزرگ آب قرار داده می‌شود. در یک ناحیه از حوض یک سکویی قرار داده می‌شود که ۱ الی ۲ سانتی‌متر زیر آب قرار دارد و قابل مشاهده نیست. موش باید با توجه به علائمی که در اطراف حوض قرار دارد محل سکو را یادگرفته و هنگامی که در حوض رها می‌شود در مدت زمان مشخصی در حدود ۳۰ تا ۱۲۰ ثانیه سکو را پیدا کرده و روی سکو برود. روش کلی آزمایش به این صورت است که موش حدوداً به مدت ۵ روز و در هر روز ۴ الی ۵ بار پیاپی در حوض رها می‌شود تا محل سکو را پیدا کرده و یاد بگیرد و در روز ششم سکو برداشته شده و مدت زمانی که موش در محل قرارگیری سکو گردش می‌کند اندازه‌گیری می‌شود. از آنجایی که موش با توجه به علائم اطراف حوض باید محل سکو را پیدا کند این آزمون برای بررسی حافظهٔ فضایی استفاده می‌شود.